# Gamma Trianguli
Désignations
Gamma Trianguli (γ Trianguli / γ Tri) est une étoile de la constellation boréale du Triangle, visible à l’œil nu avec une magnitude apparente de +4,01. Elle forme une étoile triple purement visuelle avec Delta Trianguli et 7 Trianguli.
L'étoile présente une parallaxe annuelle de 29,04 ± 0,25 mas mesurée par le satellite Hipparcos, ce qui signifie qu'elle est distante de ∼ 112 a.l. (∼ 34,3 pc) de la Terre. Elle s'éloigne du Soleil avec une vitesse radiale d'environ +10 km/s.

## Propriétés
Gamma Trianguli est une étoile blanche de la séquence principale de type spectral A1Vnn, ce qui signifie qu'elle génère son énergie par la fusion de l'hydrogène contenu dans son cœur en hélium. Elle est âgée d'environ 300 millions d'années. Elle est 2,7 fois plus massive que le Soleil et son rayon est près de deux fois plus grand que celui de l'étoile du Système solaire. L'étoile est 33 fois plus lumineuse que le Soleil et sa température de surface est de 9 440 K.

### Rotation
Gamma Trianguli tourne sur elle-même à une vitesse de rotation projetée rapide de 254 km/s à l'équateur, ce qui lui donne une forme aplatie, similaire par exemple à Altaïr. Le Soleil, en comparaison, est un rotateur lent avec sa vitesse équatoriale de 2 km/s. Étant donné que son inclinaison de l'axe est inconnue, cela signifie que sa vitesse de rotation projetée est une vitesse minimale, et que sa vitesse de rotation vraie pourrait être plus élevée encore. La rotation rapide de l'étoile engendre un effet Doppler qui se traduit dans son spectre par la présence de raies d'absorption très diffuses (« nébuleuses »), ce qui est indiqué par la notation « nn » dans son type spectral.

## Disque de débris
Gamma Trianguli présente un excès d'émission dans l'infrarouge, ce qui est caractéristique de la présence d'un disque de débris l'orbitant. Sa masse totale s'élève à 2,9 × 10−2 M⊕ et sa température de corps noir est d'environ 75 K ; il émet du rayonnement infrarouge, d'où l'excès d'émission observé dans ces longueurs d'onde. Le disque est séparé de son étoile-hôte par une distance angulaire de 2,24 secondes d'arc, ce qui correspond à une distance de 80 UA (soit 80 fois la distance entre la Terre et le Soleil) étant donné la distance de Gamma Trianguli de la Terre.

## Nom
En chinois, γ Trianguli est connue sous le nom de 天大將軍十 (Tiān Dà Jiāng Jūn shí), c'est-à-dire la « Dixième Étoile du Général céleste ». Elle fait partie de l'astérisme du Général céleste (en chinois 天大將軍, Tiān Dà Jiāng Jūn), qui comprend outre γ Trianguli, γ Andromedae, φ Persei, 51 Andromedae, 49 Andromedae, χ Andromedae, υ Andromedae, τ Andromedae, 56 Andromedae, β Trianguli, et δ Trianguli.